# Hazbin Hotel
Hazbin Hotel (titulada: Hotel Hazbin en Hispanoamérica y Hazbin Hotel: El hotel de las viejas glorias en España) es una serie de comedia de situación musical de animación para adultos y adolescentes mayores independiente estadounidense creada por la artista estadounidense Vivienne «VivziePop» Medrano, inspirada en creencias judeocristianas y en la demonología. 
La serie se centra en Charlie Morningstar, la hija de Lucifer y princesa del infierno con un objetivo aparentemente imposible de rehabilitar mediante la redención hacia la bondad a los pecadores y/o demonios, al pasar por su Happy Hotel (Hotel Feliz) o «Hazbin» cómo lo rebautizó el antihéroe de la serie, Alastor, para así resolver de una manera más ética el problema de sobrepoblación del infierno, ya que, un ejército del cielo hace cada año un exterminio para eliminar un cierto número de demonios para que entren nuevos. Además, éstos habitantes del infierno suelen matarse entre ellos y hacer lo que sea sin reglas, convirtiendo todo esto al infierno en un lugar peligroso, horrible y distópico, al cual Charlie, la protagonista, sueña con reformar.
Cuando se dio a conocer sobre un próximo episodio piloto de esta serie, fue alrededor de 2018. El primer clip terminado perteneciente al piloto de la serie, se publicó en Youtube el 5 de octubre de 2018, siendo éste la escena musical con el tema de «Inside of Every Demon is A Rainbow». El episodio piloto completo se estrenó igualmente a través de YouTube el 28 de octubre de 2019 bajo el título «PILOT», y también bajo el título alternativo de «That's Entertainment» desde el canal de Vivziepop. Debido a la popularidad y el éxito del piloto de Hazbin Hotel, Medrano pudo crear la serie derivada Helluva Boss, perteneciente al mismo universo pero con un elenco diferente de personajes. 
Tras 4 años (cercanos a 5), la primera temporada oficial de Hazbin Hotel se estrenó en el servicio de streaming Amazon Prime Video el 19 de enero de 2024, con el lanzamiento anticipado de los dos primeros episodios seis días antes. Se ha confirmado que la segunda temporada se lanzará el 29 de octubre de 2025 y que una tercera y cuarta temporada están en producción.

## Premisa
El piloto publicado en Youtube en 2019 presenta a Charlie, la hija de Lucifer y princesa del infierno, quien persigue su aparentemente imposible objetivo de rehabilitar a los demonios, para así pacíficamente reducir la sobrepoblación del infierno. Tras una exterminación anual impuesta por ángeles, ella abre un hotel con la esperanza de que los demonios vengan a redimirse para ir al Cielo. Mientras la mayoría en el infierno se ríe de su causa, su pareja Vaggie y su primer sujeto de pruebas, la estrella del cine para adultos Angel Dust, se ponen de su lado. Cuando un ser poderoso conocido como Alastor «El demonio de la Radio» se acerca a Charlie para aparentemente «ayudarla» en su propósito, su sueño adquiere posibilidades de volverse realidad.
En el principio de la serie que abarca la temporada 1 de Amazon Prime Video, da continuidad a los hechos del piloto, y empieza con Charlie explicando la historia del cielo y el infierno, cuenta que en el cielo entre las nubes y el resplandor esta la Ciudad Resplandeciente y que sus habitantes eran seres puros de luz llamados ángeles y que estaba siendo protegida por Puertas Doradas y entre ellos estaba Lucifer Morningstar, un ángel «rebelde» que tenía una imaginación increíble e ideas para la creación, sin embargo, la corte de ángeles creían que podría ser peligroso para las reglas del cielo y siempre lo excluían de cualquier cosa. En un intento por expandir el Universo, Dios y los coros angelicales crearon la Tierra, entre ellos Adán y Lilith, pero Lilith no quería tener una relación con Adán por tratar de dominarla, hasta que Lucifer la encontró y le habló de los planes de creación de él, por lo que ellos se enamoraron. Por un intento de «manipulación», Eva comió del fruto prohibido, creando la maldad en el mundo y la oscuridad, los coros angelicales al darse de cuenta de esto, desterraron a Lucifer del cielo y castigaron a Lilith llevándolos a la oscuridad que ellos mismos crearon. Con el tiempo la fé de Lucifer se iba desvaneciendo y, mientras tanto, Lilith con los cantos y sus coros se creó el infierno y empezó el crecimiento poblacional de los demonios. El cielo al darse cuenta de esto decidieron crear el «Día de Exterminación» en donde el ángel Adán, jefe de los exterminadores, creará una legión junto con Sera para exterminar cada 31 de diciembre el crecimiento de la población del infierno. Ahora Charlie Morningstar junto con sus amigos y Alastor, espera que su hotel sea un paso más a la redención y rehabilitación de los demonios y que puedan ser aceptados en el Cielo.
Según la sipnosis de Amazon Prime: «Esta serie animada musical para adultos cuenta la historia de Charlie, la princesa del Infierno, en su audaz intento de redimir demonios para aliviar la sobrepoblación en su reino de manera pacífica. Tras un exterminio anual decretado por el Cielo, Charlie inaugura un hotel con la esperanza de que los huéspedes lo abandonen una vez que demuestren la redención de sus almas».

## Personajes y reparto de voces

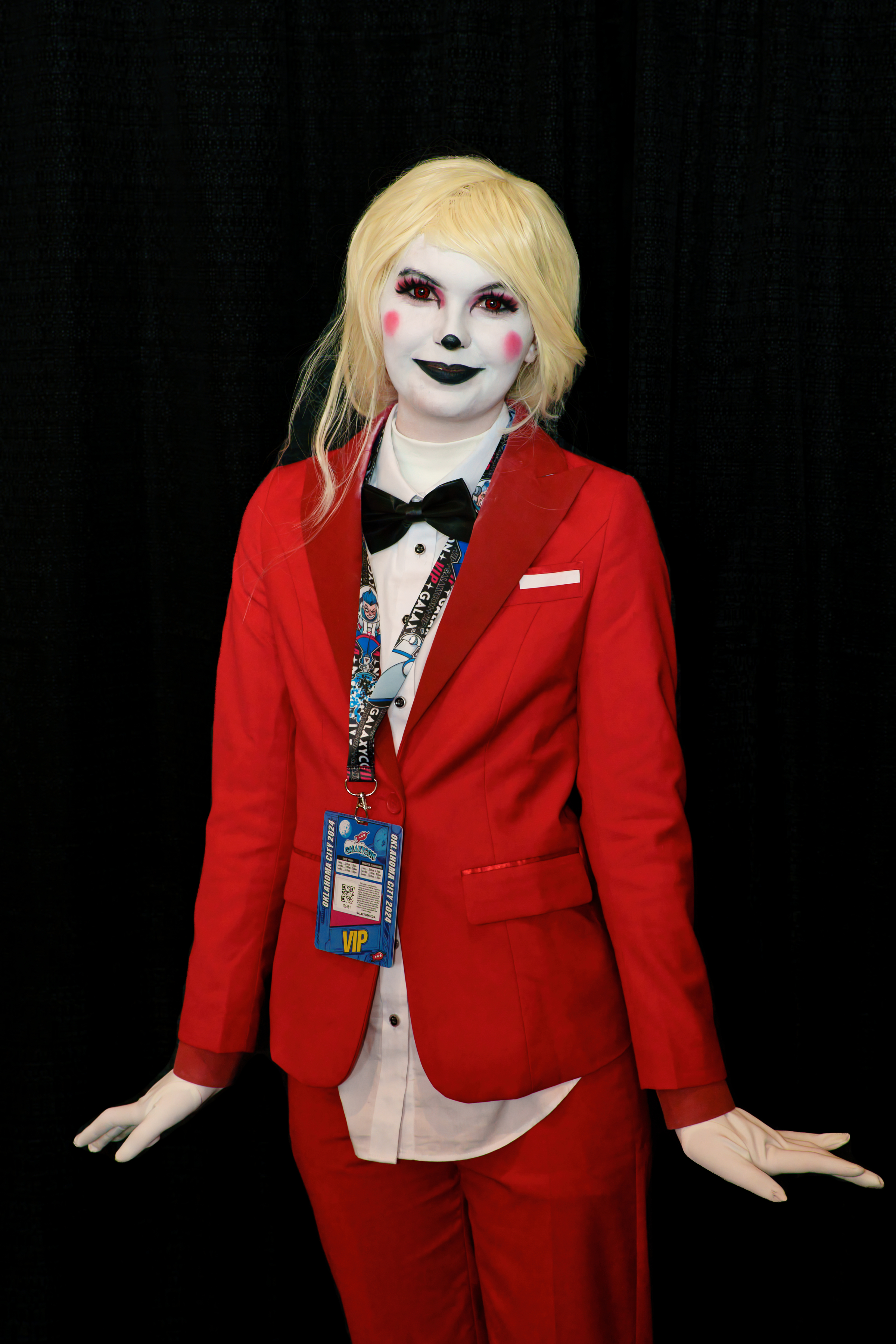
Cosplay de Charlie en GalaxyCon Oklahoma City 2024.

- Charlotte «Charlie» Morningstar (con la voz de Erika Henningsen): Es la protagonista principal de la serie. Ella es la princesa del Infierno, la hija de Lucifer y Lilith y la fundadora del Hazbin Hotel, que a pesar de lo que dicen la mayoría de los habitantes del Infierno, piensa que la redención es posible para todos los demonios, y así formar un mejor reino. Charlie muestra una fuerte compasión por sus amigos y su gente, aunque también es algo ingenua y dramática, a la vez que rebosa de cierta pasión. Hace todo lo que está a su alcance para hacer felices a todos, y esta decidida a hacer de su reino un lugar mejor. Sin embargo, puede llegar a ser un poco terca cuando algo no le sale bien, ya que ha demostrado ser muy optimista para hacer las cosas o planear algo, nunca queriendo ver el fracaso como una opción. También demuestra ser ingenua y confía rápidamente en todos sin importar que tan malos parezcan ser. A diferencia de la gran mayoría de personajes, Charlie nació en el Infierno, lo que contribuye a su deseo de ayudar a los demonios a redimirse.

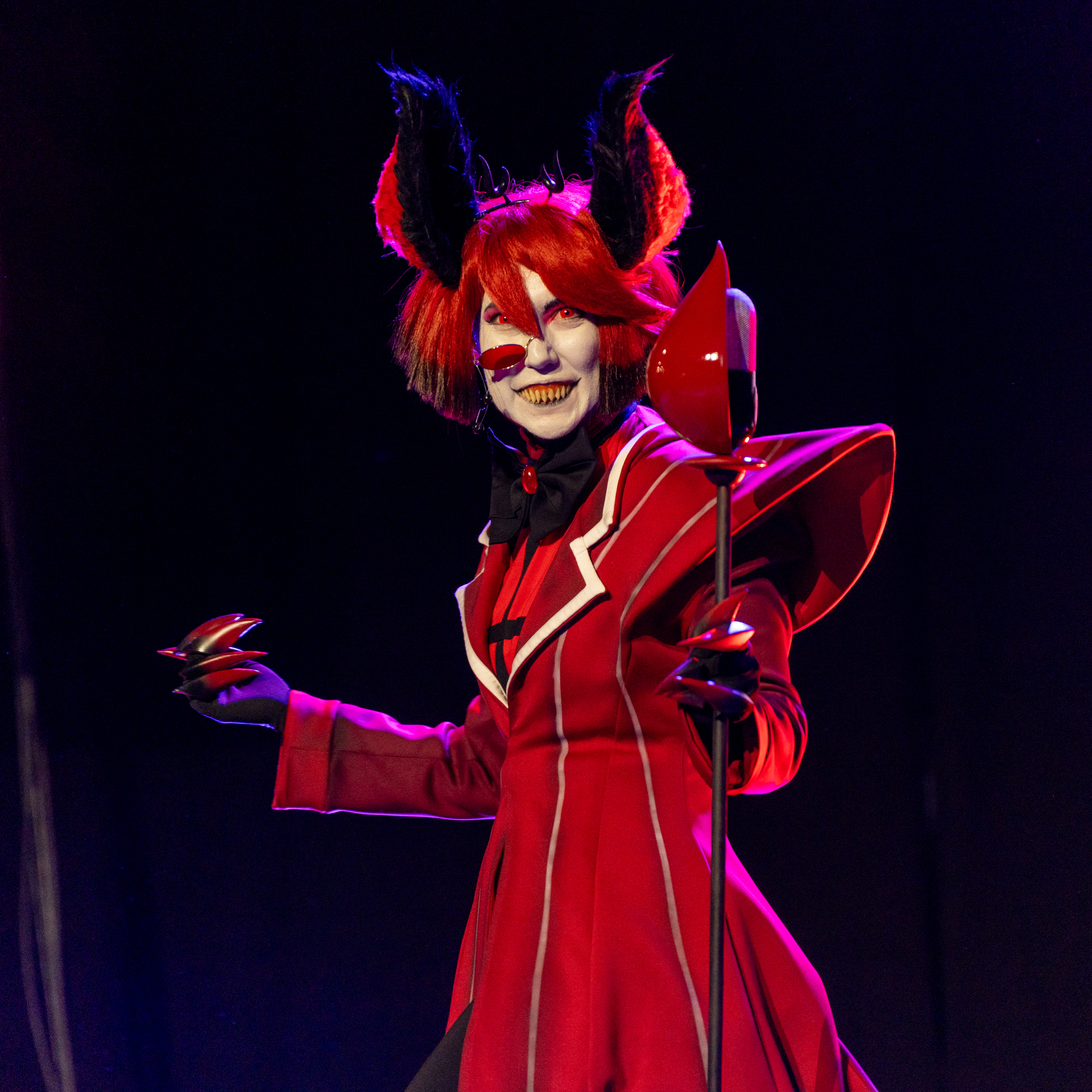
Cosplay de Alastor en JapaNeuch 2024.

- Alastor (también conocido como el Demonio de la Radio o Radio Demon, con la voz de Amir Talai): Es un demonio pecador con una forma humanoide similar a la de un ciervo, siendo uno de los Overlords más poderosos del Infierno, junto a otros demonios tales como Valentino, Vox y Velvette. Él es compañero de negocios de Charlie en el Hazbin Hotel, pero sin esperanzas reales de que el lugar funcione, solo quedándose ahí para su propia diversión sadista y ver cómo las almas del Infierno fallan al intentar ser mejores. Trajo también consigo al hotel a Husk y a Niffty para ser parte del staff, de cuyas almas él es dueño, y que ya conocían a Alastor en el pasado. La voz de Alastor es similar a la de un presentador de radio antiguo. Como resultado de esto, él siempre esta sonriendo y es cortés con las personas, mientras oculta una sonrisa siniestra cuando no lo están mirando. Alastor parece ser algo narcisista, ya que no ve a mucha gente a su nivel y suele tener cierta enemistad con las personas que piensan completamente diferente a él, como Vox. Sin embargo, eso no lo hace imprudente, ya que a pesar de ser extremadamente poderoso, Alastor es plenamente consciente de que hay otros demonios y entidades que lo rivalizan en términos de poder, como Lucifer, por lo que desconfía de esos demonios que podrían hacerle daño si no tiene cuidado. En el pasado, hizo un contrato con Husk en el que él le entregó su alma para salvarlo de sus deudas, y a cambio Alastor lo hizo su esclavo, adueñándose de su alma y obligando a Husk a cumplir todas sus órdenes. Durante su vida humana, Alastor era un locutor de radio y asesino en serie en Nueva Orleans, que murió en el año 1933 a sus treinta debido a un incidente relacionado con perros y a un disparo en la cabeza. Se cree que durante su vida humana practicaba el vudú o magia negra.Cosplay de Vaggie en JapaNeuch 2024.

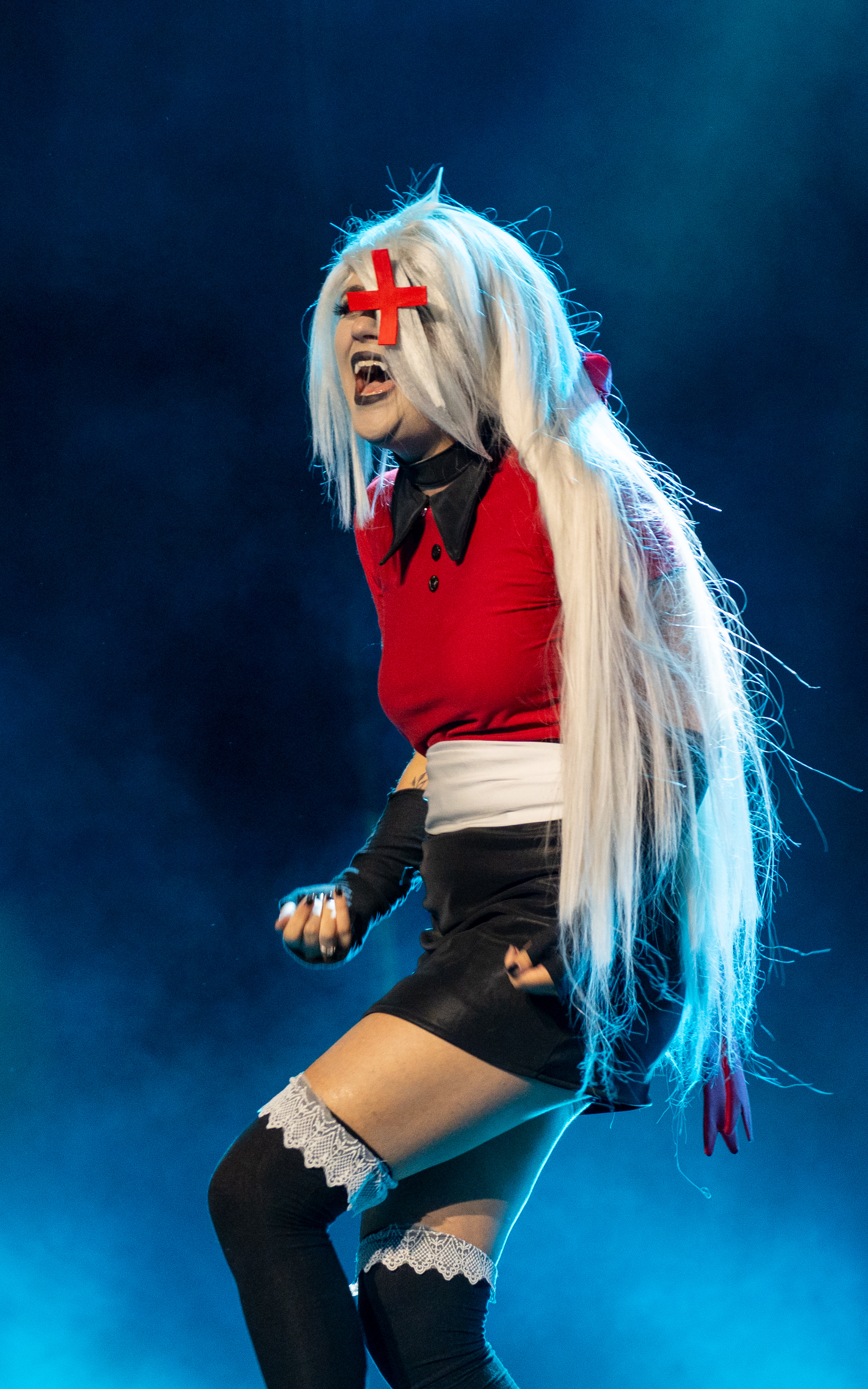
Cosplay de Vaggie en JapaNeuch 2024.

- Vaggie (con la voz de Stephanie Beatriz): Es la novia de Charlie y la sub-gerente del Hazbin Hotel. No obstante, su temperamento explosivo y enojón impide sus objetivos de hacer realidad los sueños de Charlie. Vaggie es muy prudente, ya que constantemente trata de mantener a Charlie y al hotel fuera de tantos problemas como sea posible. Su comportamiento cauteloso y protector a menudo también la lleva a desarrollar cierto temperamento entre sus interacciones con Angel Dust y Alastor, provocando que Charlie intervenga para tranquilizarla. También es impulsiva, ya que cuando las cosas no le salen bien o se burlan de ella o de Charlie, prefiere golpear a la persona que la ofende o desahogarse diciendo algunas groserías. Además, solía guardar un secreto de Charlie, que se acabó revelando por culpa de Adán y Lute, el cual consistía en que ella solía ser una Ángel Exorcista. Durante uno de los Exterminios Anuales, Vaggie bajó al Infierno, junto con los demás ángeles del ejército, con la intención de matar a los pecadores, pero debido a que esta se negó a matar a un niño pecador y lo dejó huir, Lute la descubrió y la atacó brutalmente, sacándole su ojo izquierdo con una espada angelical y le arranca sus alas con sus manos, para que al final su líder, Adán le quite su aureola y la dejan abandonada a su suerte en el Infierno. Luego de quitarse su uniforme de Exorcista y de limpiarse toda su sangre dorada para que nadie la reconociera como una ángel, deambulo agonizando en el Infierno, hasta finalmente Charlie la encontró tirada en un callejón y le vendó la cabeza por encima de su ojo arrancado, para al final tomarla bajo su manto y volverse cercanas (posteriormente, se volvieron novias). Se cree que durante su vida humana, antes de ser un ángel, ella era de El Salvador; por eso sabe hablar español, como se aprecia en el piloto y en el primer episodio  de la serie oficial, al insultar a Alastor en ese idioma.Cosplay de Angel Dust en Polymanga 2024.

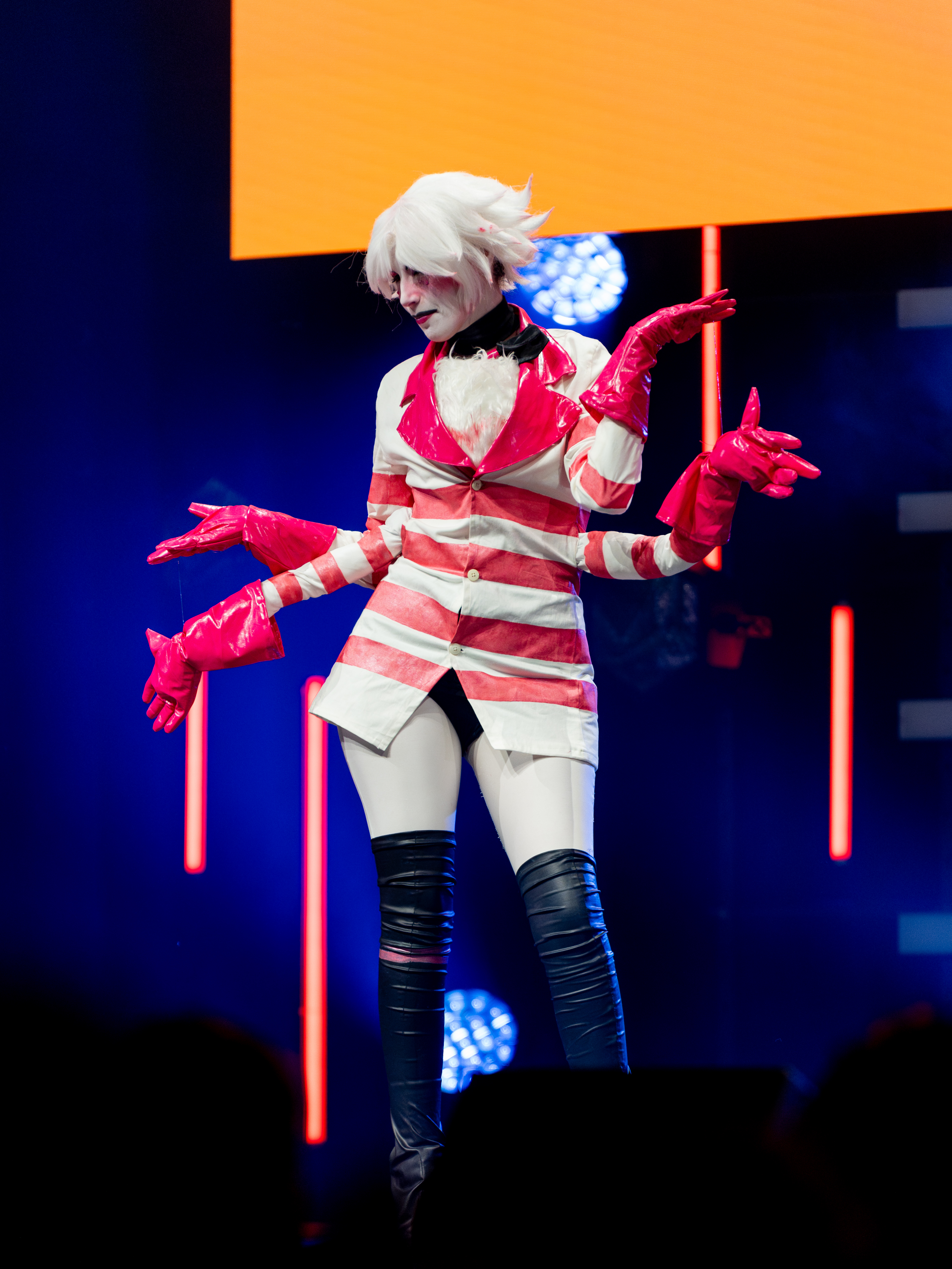
Cosplay de Angel Dust en Polymanga 2024.

- Angel Dust (cuyo verdadero nombre es Anthony, con la voz de Blake Roman): Él es un demonio pecador con forma de araña antropomórfica, una estrella de cine para adultos y el primer paciente del hotel. Suele meterse en problemas y molestar a Vaggie y a Husk, pese a que Charlie busca que él sea una mejor persona. Angel Dust suele ser muy sarcástico y descarado, ya que no tiene problemas con ser imprudente a su manera. También es muy bromista, a tal grado de parecer que no se toma ninguna situación con la seriedad que merece, y esto lo ha llevado a tener ciertas enemistades. A pesar de su personalidad, él es conocido y querido por varios debido a su popularidad como estrella de cine para adultos; sin embargo, lo hace para cumplir con el trabajo de su jefe Valentino, quien en varias ocasiones ha abusado sexualmente de él, llevando a que lo odie y le tema. Pese a su fama y las ganancias que recibe Valentino por su labor, Angel Dust jamás es respetado por él, algo que lo hace enojar, ya que solo recibe órdenes para ser explotado sexualmente. Tiene como mascota a un cerdo miniatura demoníaco llamado Fat Nuggets, y su mejor amiga es Cherri Bomb, con quien suele meterse en problemas por diversión, por lo que puede llegar a ser una mala influencia para él. En su vida humana, su nombre era Anthony y formaba parte de una familia de mafiosos en Nueva York. Él es Italiano, tenía una buena relación con su hermana melliza Molly, y una mala relación con su papá y su hermano mayor. Murió en los años 40 en sus treinta debido a una sobredosis de droga; al llegar al Infierno, cambió su nombre a «Angel Dust» (en español «polvo de ángel»), el cual es un apodo usado para referirse a la droga del mismo nombre.

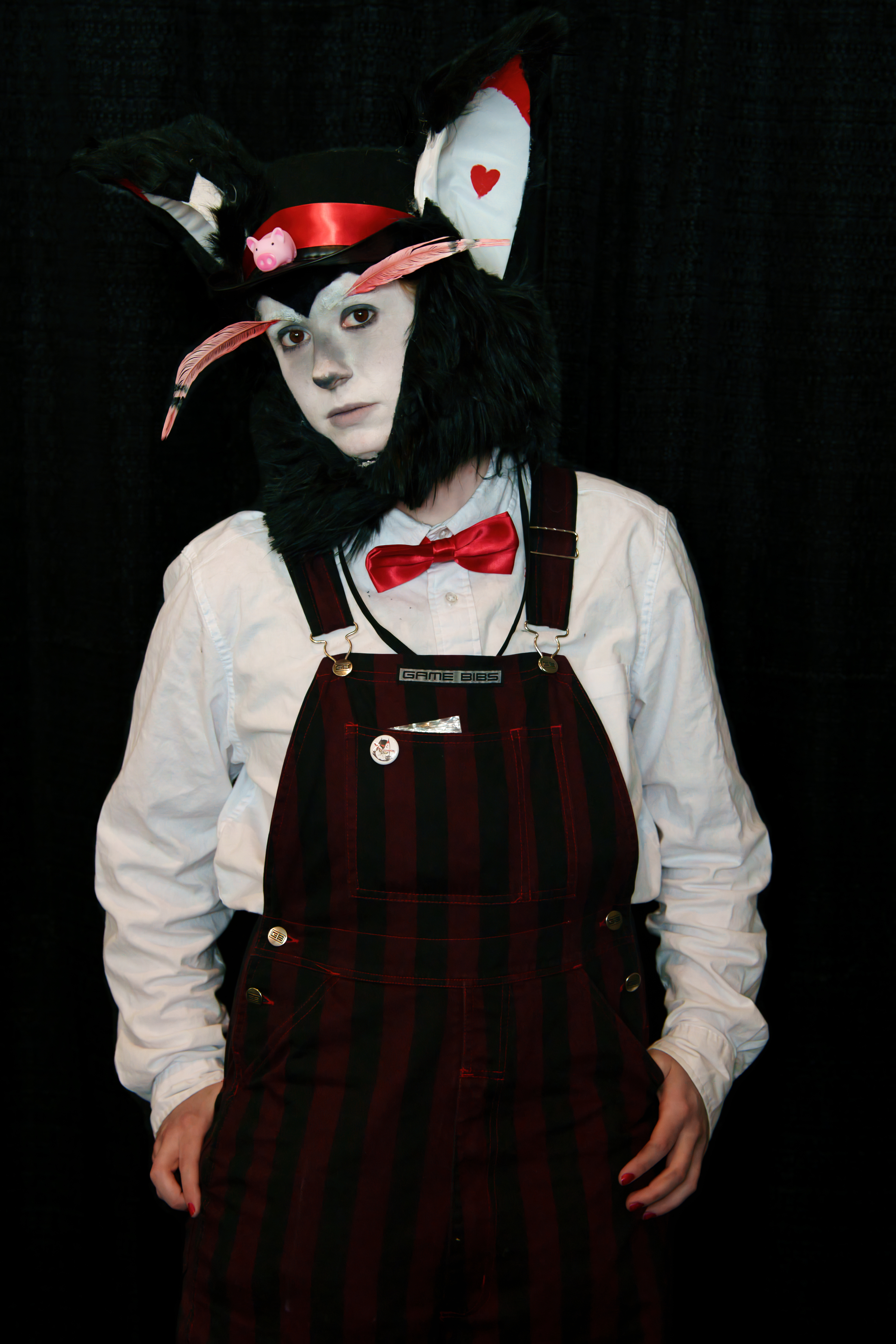
Cosplay de Husk en GalaxyCon Oklahoma City 2024.

- Husk (con la voz de Keith David): Un demonio pecador con forma de gato antropomórfico con alas de ave. Trabaja para Charlie en el hotel como barman y recepcionista del mismo. Husk generalmente está de mal humor y puede llegar a ser vulgar en ciertos momentos. También es brusco y alcohólico, aunque le encantan los juegos de azar y los trucos de magia; sin embargo, es alguien muy fácil de persuadir. Solía ser un Overlord, pero terminó perdiendo su estatus y su libertad luego de perder una apuesta contra Alastor hace mucho tiempo, convirtiéndose en una de las almas que éste tiene en su posesión. En su vida humana, Husk creció y vivió en Las Vegas y murió en los años 70 a sus sesenta o setenta.Cosplay de Niffty en GalaxyCon Oklahoma City 2024.

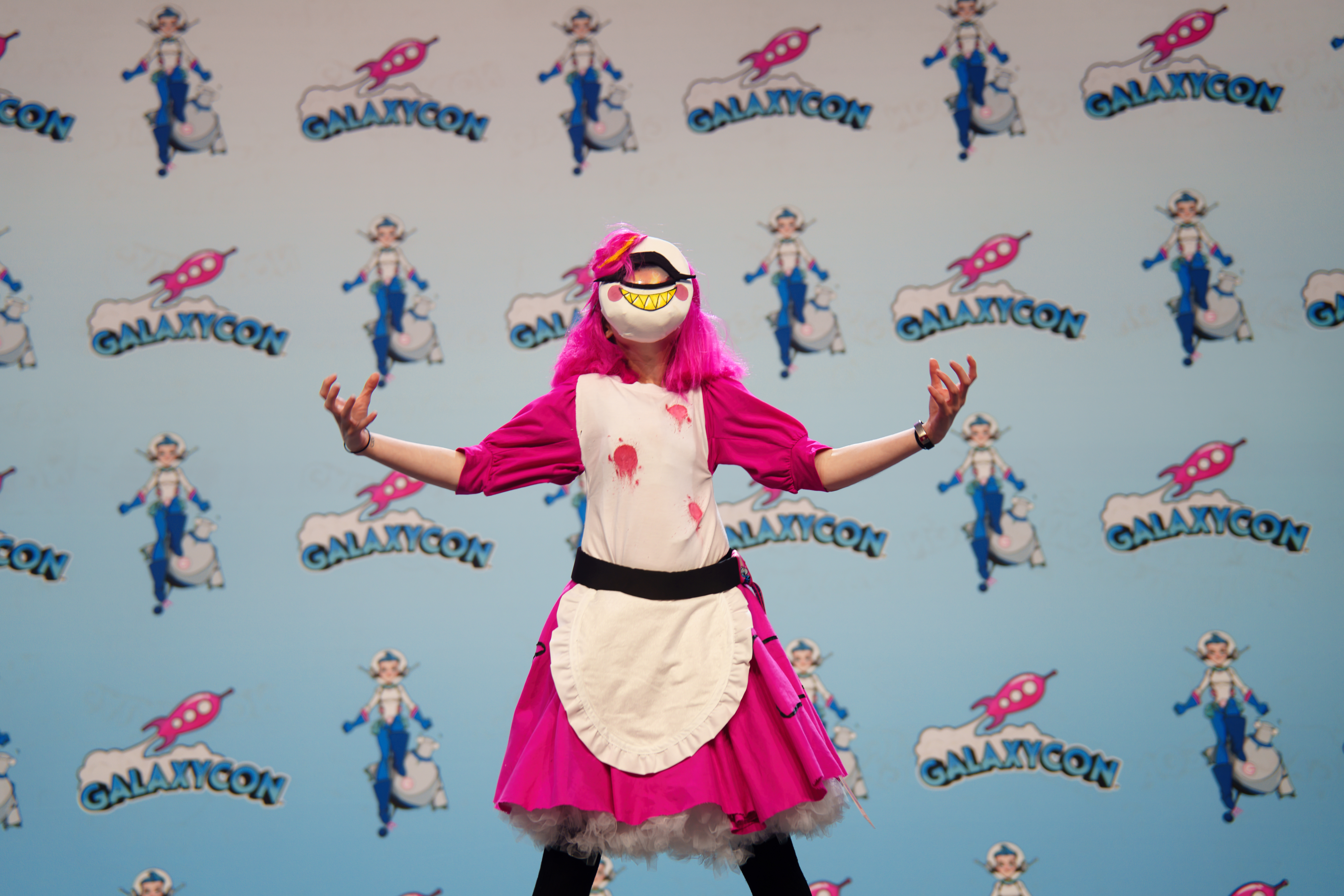
Cosplay de Niffty en GalaxyCon Oklahoma City 2024.

- Niffty (con la voz de Kimiko Glenn): Ella es una demonio pecadora con una forma humanoide y cíclope muy bajita. Alastor también es dueño de su alma. Trabaja para Charlie en el hotel como limpiadora y cocinera del mismo. Es hiperactiva y espontánea, además de ser rápida con sus pies para hacer sus tareas. Es muy fácil de divertir y exaltar. No es una persona que se asuste fácilmente y tiende a decir lo que piensa de manera imprudente y frenética. También se ha demostrado que es muy violenta y sadomasoquista. Ella se vuelve loca cuando encuentra algún lugar desordenado, y no soporta la suciedad ni los insectos, a los cuales le encanta apuñalar. Parece tener una extraña obsesión con los hombres y se ve atraída ante muchos de ellos, en especial aquellos que actúan como «chicos malos». En su vida humana, Niffty era de supuesto origen asiático y murió en los años 50 en sus veinte.

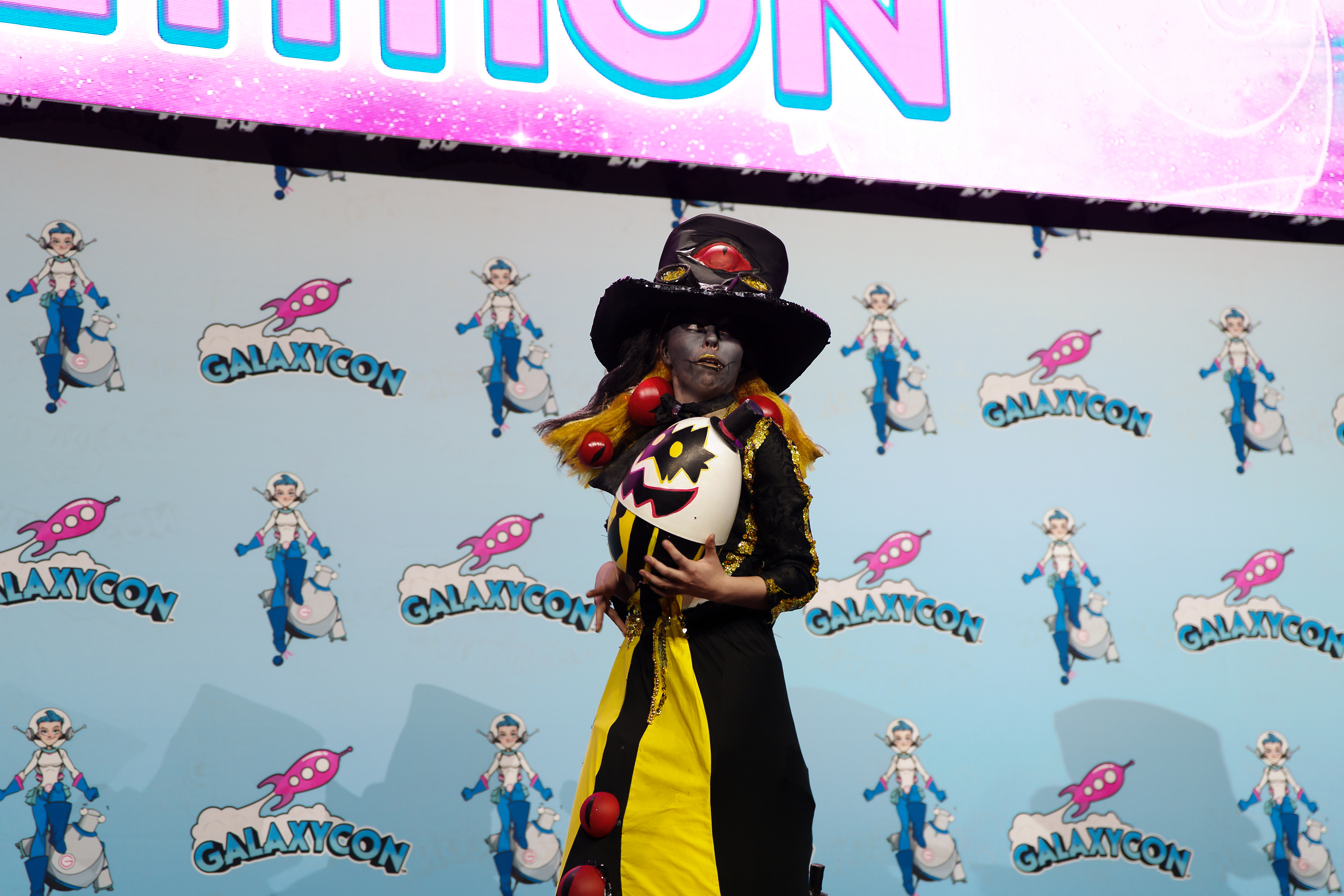
Cosplay de Sir Pentious en GalaxyCon Oklahoma City 2024.

- Sir Pentious (con la voz de Alex Brightman): Es un demonio pecador con forma de serpiente antropomórfica, que al principio intentó vencer a Alastor innumerables veces en una batalla (como en el piloto), con la intención de ganarse el respeto del trío de las Vs (Vox, Velvette y Val) y convertirse en su igual, para luego ser derrotado una vez más e infiltrarse en el hotel de Charlie como espía de Vox. Sin embargo, tras ser descubierto tan rápido y luego de que Vox lo rechazara groseramente, gracias a la amabilidad recibida por Charlie, Pentious se arrepiente y se convierte en el «primer huésped oficial» del Hazbin Hotel; aunque, en realidad, es el segundo, después de Angel Dust. Tras sacrificarse por sus amigos en la batalla al final de la primera temporada y ser asesinado por Adán, este consigue la redención, de modo que es ascendido al Cielo, frente a Sera y Emily (confirmando que los demonios sí pueden redimirse y cruzar las Puertas del Cielo, y demostrando que el plan de Charlie sí puede funcionar). En su vida humana, Pentious vivió en Londres durante la Época Victoriana.Cosplay de Cherri Bomb en GalaxyCon Oklahoma City 2024.

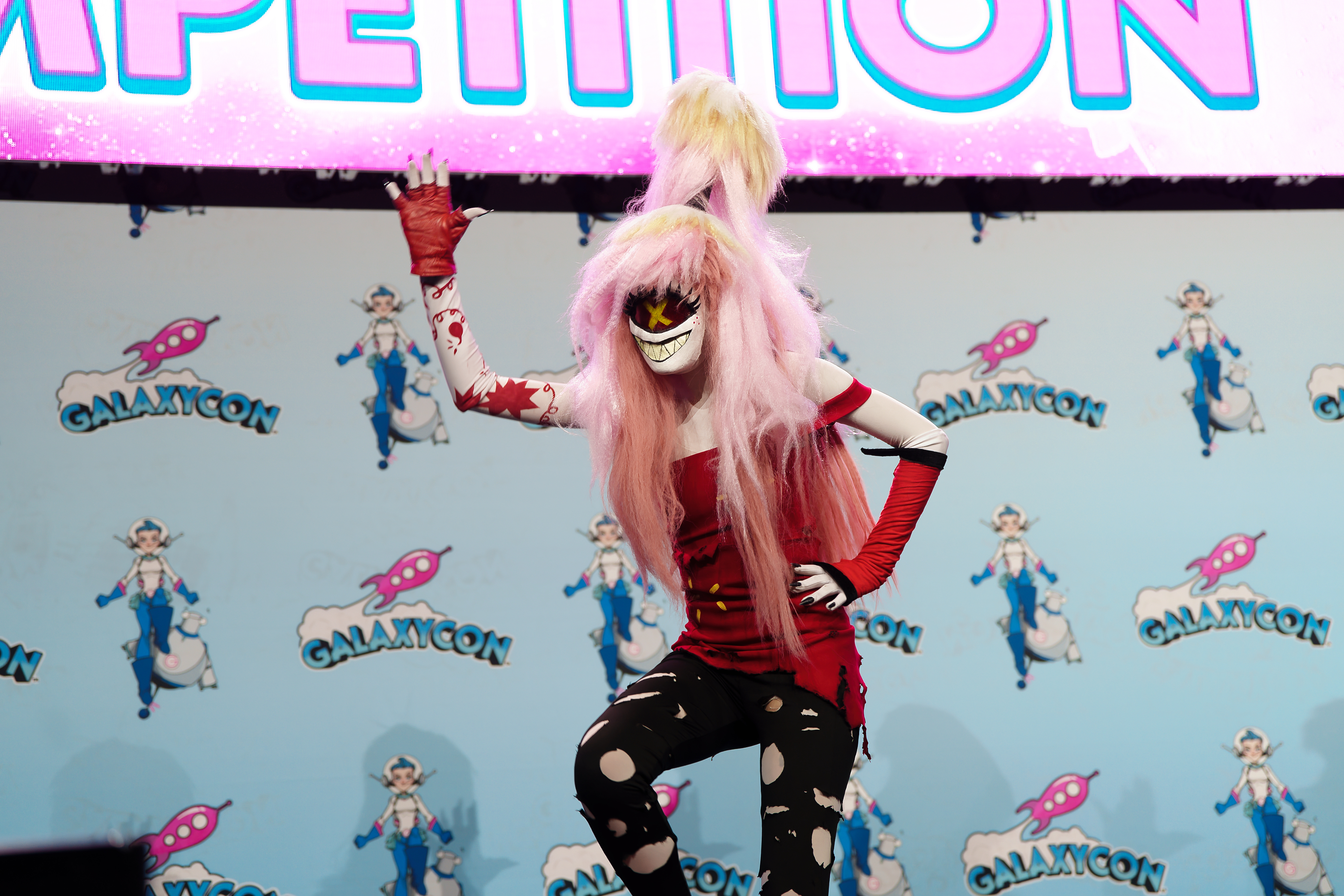
Cosplay de Cherri Bomb en GalaxyCon Oklahoma City 2024.

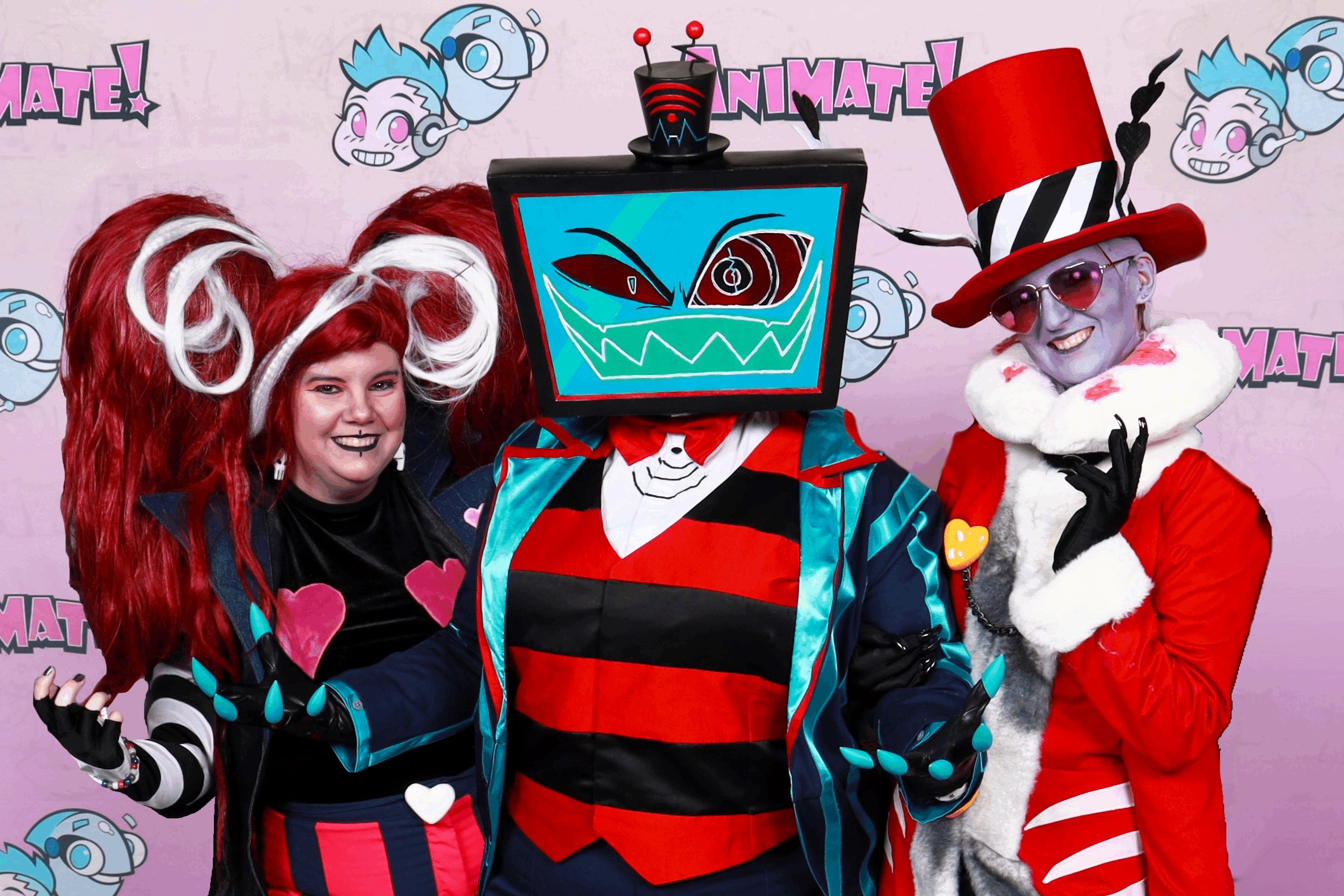
Cosplay de Velvette, Vox y Valentino en Animate! Raleigh 2025.

- Cosplay de Velvette, Vox y Valentino en Animate! Raleigh 2025.Cherri Bomb (con la voz de Krystina Alabado): Es una demonio pecadora con una forma humanoide y cíclope, la mejor amiga y compañera de crímenes de Angel Dust, y la ex-archienemiga e interés amoroso de Sir Pentious; además, es pirómana, y su especialidad es lanzar bombas y explosivos de todo tipo, los cuales puede invocar a voluntad, y se mostró encantada de pelear contra Sir Pentious en las guerras territoriales en el episodio piloto. Cherri parece ser muy osada, audaz y determinada. También es muy confiada y constantemente se la pasa sonriendo, tomando placer al cometer crímenes y formando parte de la batalla final, con la única intención de poder crear más masacres y hacer equipo con Angel Dust. Como se puede ver en el video musical «Addict», ella le guarda mucho cariño y amor a su mejor amigo Angel Dust, y permanece a su lado mientras este sufre debido al trato que recibe por parte de Valentino, intentando hacer que se sienta mejor. En su vida humana, Cherri era australiana, y murió en los años 80 en sus veinte.

- Valentino (con la voz de Joel Perez): Es un demonio pecador, uno de los Overlords del Infierno, y jefe y dueño del alma de Angel Dust. Él dirige todo lo relacionado al cine para adultos en el Infierno y es socio de Vox y Velvette, formando un trío llamado «The Vees. Hace mucho tiempo, estableció un contrato con Angel Dust en el que se dice que siempre debe acudir a él cuando se lo ordene, y que puede hacer todo lo que quiera con Angel mientras este se encuentre en su estudio, lo cual hace que lo explote sexualmente a su antojo. También muestra cierto desdén hacia Charlie, sobre todo desde que Angel se fue a vivir a su hotel y no se encuentra en el estudio de Val todo el tiempo. En su vida humana, Val era hispano y murió en los años 70.

- Velvette (con la voz de Lilli Cooper): Es una demonio pecadora, una de los Overlords del Infierno y socia cercana de Vox y Valentino, perteneciendo al grupo de «The Vees». Velvette es una demonio enérgica, elegante y moderna, que siempre está al día con las últimas tendencias y avances tecnológicos. Esta es una de las principales razones por las que ella y Vox se llevan bastante bien. Ella aparece por primera vez en el piloto, junto a Vox y Valentino, escondiéndose de los Exterminadores. Se puede ver a Velvette tomándose una selfie con Vox. Velvette aparece más tarde en un flashback junto con varios otros Overlords, durante la escena en la que Vaggie le cuenta a Angel Dust sobre los orígenes de Alastor. En la serie de Amazon Prime, aparece a partir del capítulo 2.

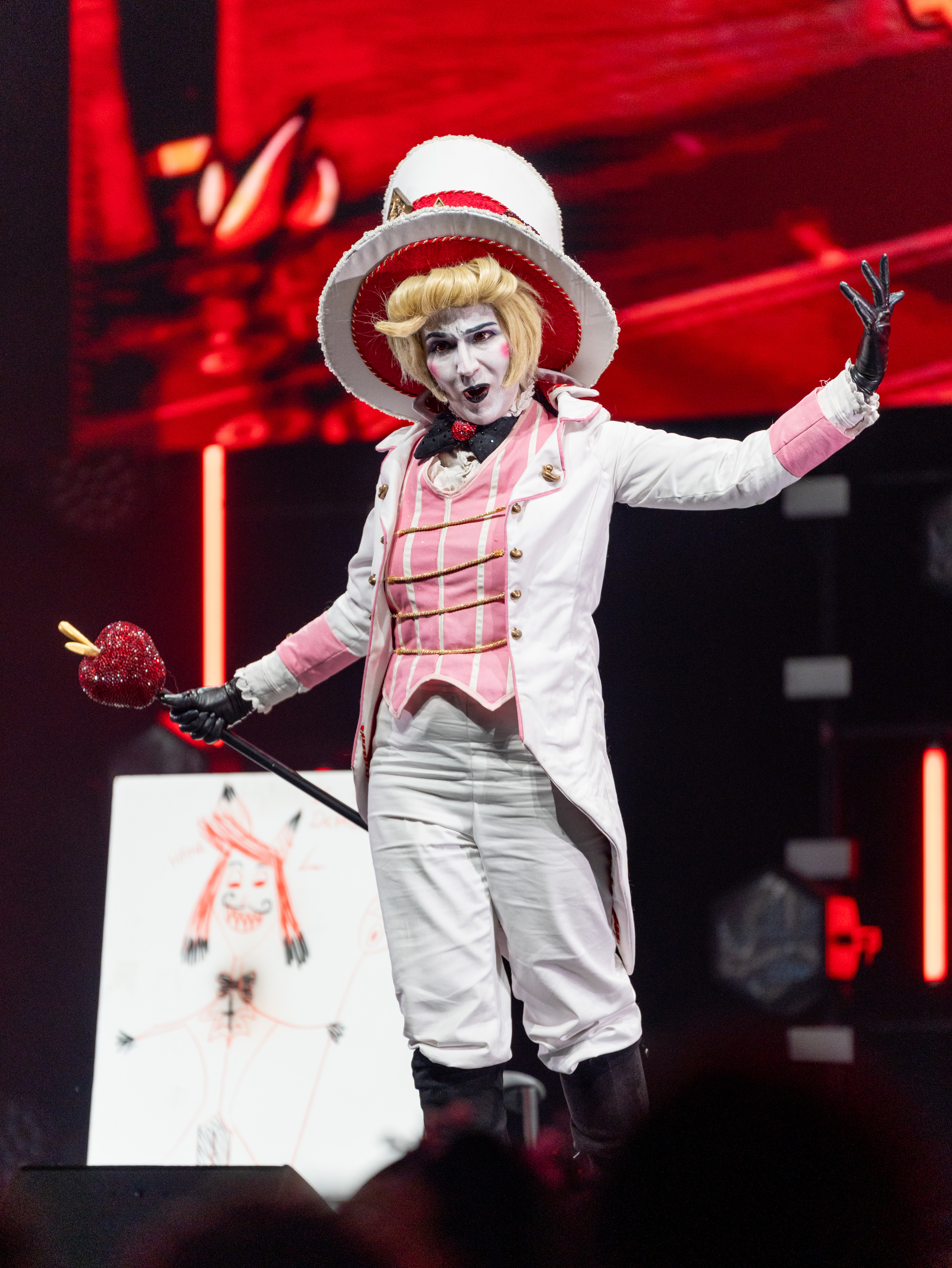
Cosplay de Lucifer en Polymanga 2024.

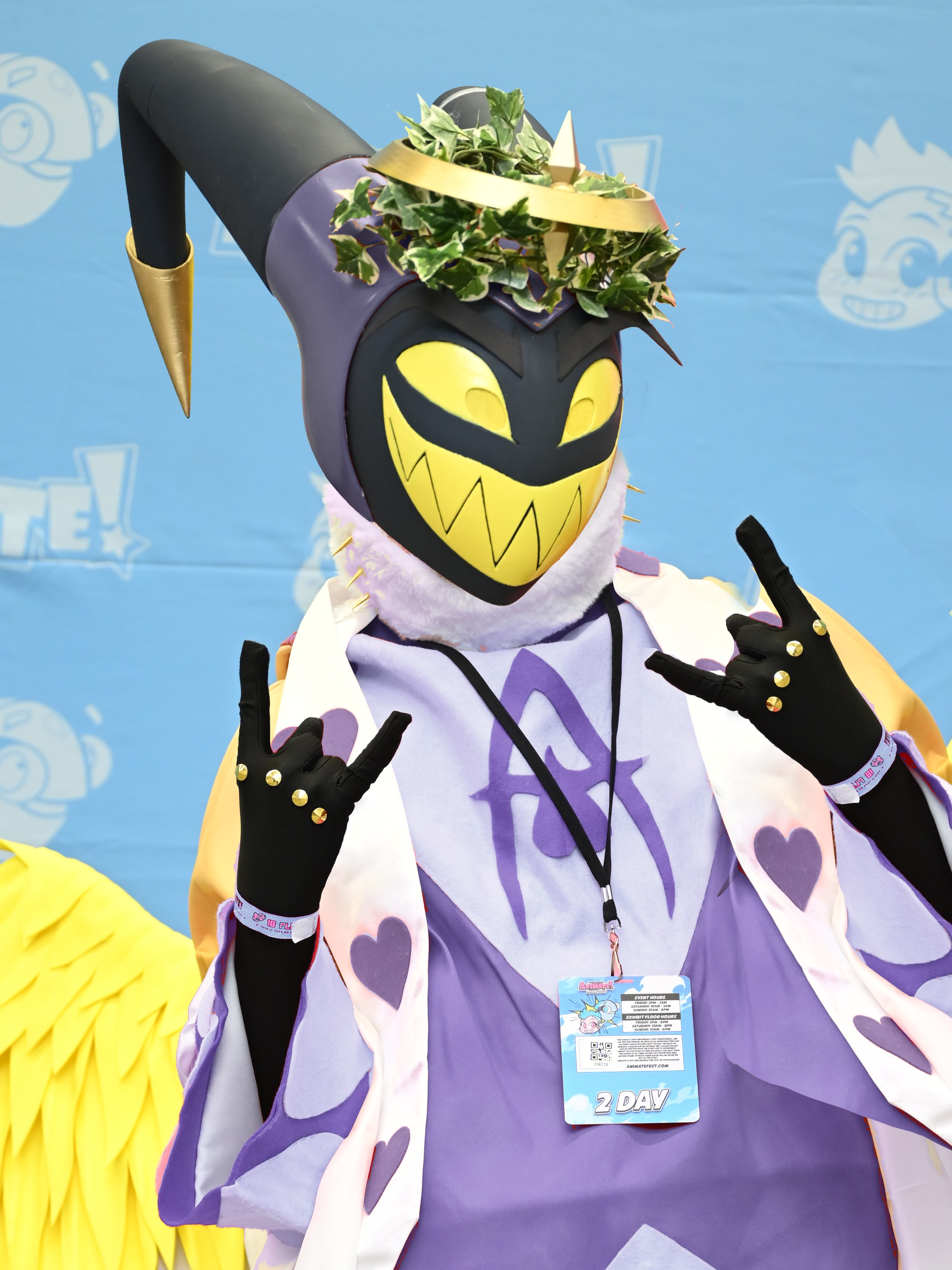
Cosplay de Adán en Animate! Miami 2025.

- Lucifer Morningstar (con la voz de Jeremy Jordan): Es el padre de Charlie y el rey del Infierno. Solía ser uno de los ángeles más poderosos del Cielo y un gran soñador que contaba con grandes ideas para la Creación, pero los demás ángeles lo veían como un causante de problemas y alborotos, afirmando que su forma de pensar era peligrosa para el orden de su mundo, y lo dejaron de lado mientras seguían con sus creaciones, sin incluirlo. Luego de conocer a Lilith y enamorarse de ella, Lucifer decidió darle el regalo del libre albedrío a la humanidad, convenciendo a la nueva esposa de Adán, Eva, de comer el fruto prohibido del Árbol del Conocimiento (lo que hizo con Adán aún es desconocido), lo que acabó haciendo que el mal y el pecado entraran al mundo sin poder detenerlo ni revertirlo. Con el orden de su mundo destruido y la maldad habiendo nacido, los ángeles desterraron a Lucifer y a Lilith al pozo que ellos dos habían creado, que pasaría a ser el Infierno. Ante esto, Lucifer perdió su voluntad de soñar y nunca se atrevió a ir contra el Cielo otra vez. Charlie describe a su padre como una persona distante, que no quiso volver a verla luego de que él y Lilith se separaran, y que solo la llama cuando está aburrido o necesita que Charlie haga algo. Pero, pronto se descubre que Lucifer en realidad ama su hija con todo su corazón y haría lo que fuera por ella, pero se había distanciado debido a sus propias dudas e inseguridades, pensando que Charlie lo odiaba y que no quería saber nada de él. Pasó muchos años en soledad en su mansión, sufriendo de depresión y creando una masiva colección de patitos de goma, para al final retomar su relación con Charlie y volver a ser cercanos.

- Adán (con la voz de Alex Brightman): Fue uno de los dos primeros humanos creados a partir de la gracia de los ángeles, junto a Lilith. Sin embargo, ella lo abandonó debido a que este se creía superior a ella, y tras esto le sería dada una nueva esposa, Eva. Actualmente, es el líder de los Exterminadores y socio de Lute. A diferencia de lo que se dice de él en la Biblia, este Adán es bastante gruñón, chistoso, ciníco, arrogante, egocéntrico y sádico, dado que abiertamente admite que disfruta matar a los pecadores del Infierno durante cada Exterminio anual. También muestra ser muy petulante, ya que se burla de los que viven en el Infierno dadas las condiciones del lugar. Su petulancia lo lleva al punto de rehusarse a bajar para asistir a una reunión con Charlie y, en lugar de eso, solo se presenta como un holograma. Al final de la primera temporada, Adán es asesinado tras ser apuñalado en su espalda por Niffty con una navaja angelical, atravesando su torso repetidas veces.

- Lute (con la voz de Jessica Vosk): Es la Ángel Exorcista más destacada, y teniente de Adán. Es su estoica subordinada y se da a entender que hasta son cercanos fuera del trabajo. Ella se niega a toda idea de que los ángeles puedan cometer errores y detesta profundamente a los demonios tanto pecadores como nativos. Es fiel a las órdenes de Sera y Adán, asumiendo el papel más responsable. También es sedienta de sangre y muy brutal, y asegura recordarle a Adán la seriedad que hay en sus deberes y las órdenes de Sera de mantener el Exterminio en secreto del resto de El Cielo. Al final de la primera temporada, esta termina con el brazo izquierdo arrancado luego de una pelea contra Vaggie, y abandona el Infierno furiosa luego de que Adán fuera asesinado. En la última escena del episodio final, se ve a Lute confrontando a Lilith y diciéndole que su trato se rompió.

- Sera (con la voz de Patina Miller): Ella es la serafín superior del Cielo. Después de Dios, ella lideró la creación de la vida y la expansión en el universo. Está dedicada a proteger a las almas del Cielo, y custodia y monitorea las actividades en su reino. Ama a su hermana menor Emily y siempre la protege, aunque ella teme a que su hermana cuestione tanto cómo el Cielo funciona como que se convierta en un ángel caído, al igual que Lucifer. Además, Sera lidera los coros angelicales y es la jefa de Adán y Lute. Ella también es la que lidera el «Día del Exterminio», y al principio pensó que esta era una mala idea por parte de Adán, pero la aceptó por el bien de los habitantes del Cielo y con tal de que los demonios no pudieran llegar a lastimarlos.Cosplay de Emily en Japan Expo 2024.

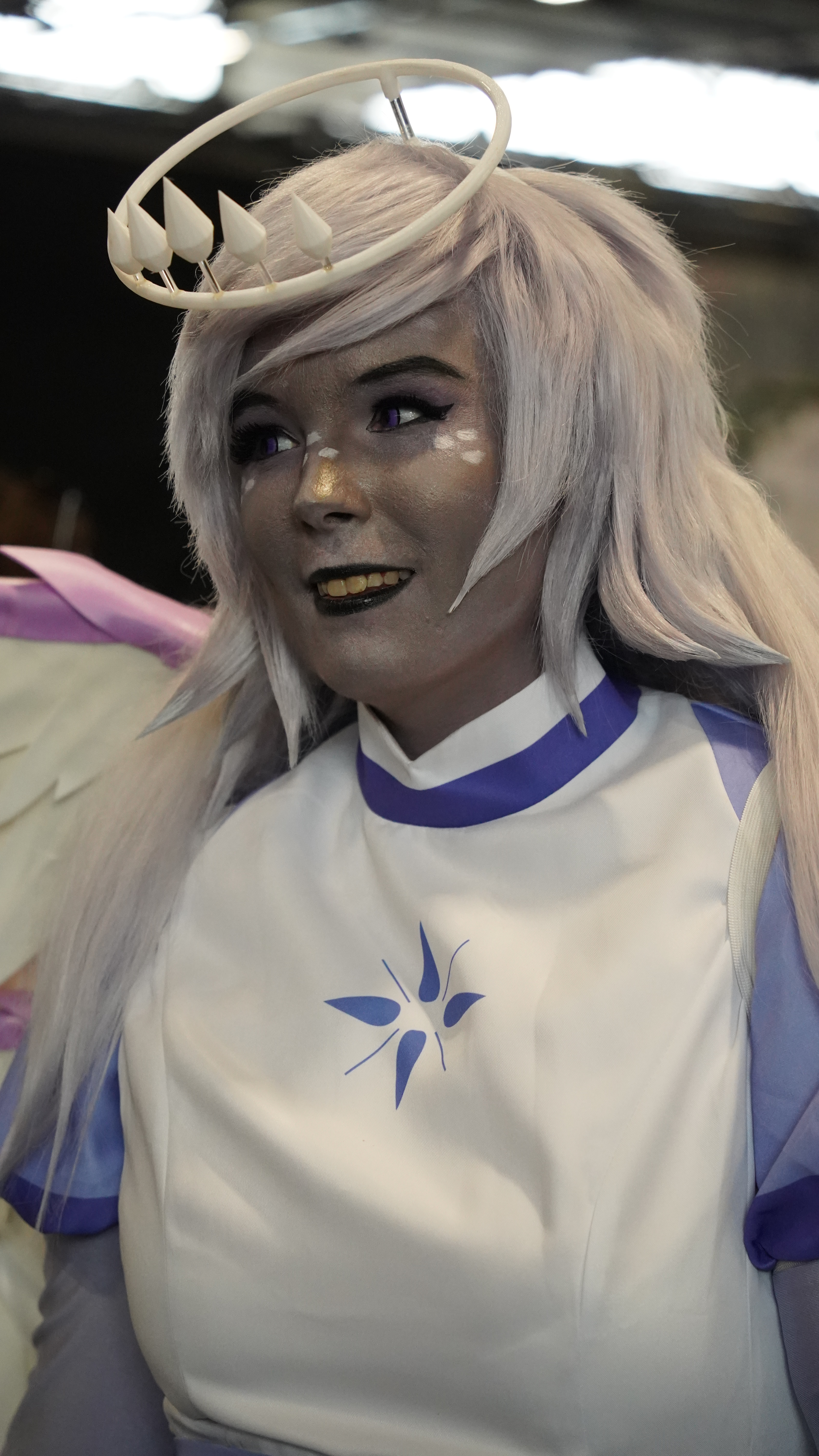
Cosplay de Emily en Japan Expo 2024.

- Emily (con la voz de Shoba Narayan): Ella es una ángel serafín y la hermana menor de Sera, líder de los serafines que gobierna en el Cielo. Su personaje fue pensado para ser una «contraparte angelical» de Charlie, y no solo en sus diseños, ya que en cuanto a personalidad, las dos son muy parecidas, siendo Emily una chica muy dulce, tierna y amigable. Al igual que Charlie, ella es ingenua, pues desconoce sobre el Exterminio Anual que se realiza cada año, ya que Sera sabía que esta no reaccionaría bien y la mantenía deliberadamente fuera de la situación, hasta que Adán lo revela involuntariamente en un juicio para determinar la validez de la propuesta de Charlie sobre usar su hotel como lugar de redención. Emily no mira por encima del hombro a los habitantes del Infierno, llegando a ser amiga de Charlie apenas ella llegó al Cielo, y tras finalizar el juicio, ella le promete a Charlie que buscará una forma de solucionar el asunto del Exterminio y su propuesta de ayudar.

- Carmilla Carmine (con la voz de Daphne Rubin-Vega): Es una de los Overlords más poderosas del Infierno y una comerciante de armas angelicales. Durante el Exterminio más reciente, ella consiguió asesinar a una Ángel Exorcista, decapitándola utilizando sus zapatos de bailarina, que están hechos del mismo material que las armas angelicales. Fue una hazaña que ningún otro demonio había logrado hasta ese entonces, pero decidió guardar el secreto para evitar que el resto del Infierno declarase la guerra y expusiera a su familia al peligro; sin embargo, Alastor se entera de esta información, y Vaggie va a confrontar a Carmilla cerca del final de la primera temporada para pedirle sus armas y así poder pelear contra los ángeles.

- Rosie (con la voz de Leslie Rodriguez Kritzer): Es una de los Overlords del Infierno, dueña del Rosie's Emporium y líder de la Ciudad Caníbal. Rosie es una demonio esbelta con piel blanca pálida, dientes blancos y afilados y un cuello muy largo. Luce el pelo corto y blanco, aunque podría estar recogido debajo de su sombrero y, al igual que Alastor, siempre está sonriendo. Lleva un vestido rojo con hombreras grises, un cinturón negro y muñecas negras. Su sombrero rojo tiene dos calaveras y tres rosas negras en la parte delantera, con una gran pluma roja y negra en la parte superior, y suele llevar también una sombrilla del color de su vestido. Ella es alguien muy gentil, elegante, capaz, elocuente y amigable. Es una caníbal y la mejor amiga de Alastor.

- Lilith: Ella era una de los primeros humanos creados, junto a Adán, pero lo dejó debido a su complejo de superioridad, enamorándose de Lucifer, ya que ambos eran «soñadores rebeldes». Es la esposa separada de Lucifer, la madre de Charlie y la antigua reina del Infierno. Según Charlie, Lilith siempre se ha preocupado por el Infierno y su gente, pero en el primer episodio de la temporada 1, Charlie menciona que hace siete años que no se sabe nada de ella. Sin embargo, se puede entender al final de la primera temporada que Lilith en realidad parece no importarle nada de lo que le suceda a su hija, a Lucifer o a su reino en el Infierno, dado que aparentemente ha pasado los últimos siete años en el Cielo gracias a un trato que hizo con Adán antes del inicio de la serie, pero su trato se rompe luego de que Adán es asesinado en la batalla final a manos de Niffty. En la escena final, Lute la confronta mientras esta se encuentra sentada en una pacífica playa en el Cielo, diciéndole que si quiere permanecer ahí, tendrá que ir al Infierno y detener los planes del hotel de Charlie.

## Música
La composición del piloto incluye varias escenas musicales, como «I'm always chasing rainbows» la cual es una canción del género Vodevil cantada por las gemelas Dolly en el show de Broadway Oh Look! en 1918; esta canción es interpretada por Charlie al comienzo del piloto de Hazbin Hotel después del Exterminio anual. También hay otro número musical al inicio del piloto una de las canciones insertadas, la cual es «Inside of Every Demon is a Rainbow», que está compuesta por Parry Gripp y Jefferson Ramos. Asimismo, la última canción del piloto fue «Alastor's Reprise», cantada por Gabriel C. Brown —también conocido en YouTube como Black Gryph0n (Alastor) en el piloto de Hazbin Hotel—, donde Alastor muestra sus pensamientos sobre las intenciones de Charlie y su hotel, hasta que es interrumpido por Sir Pentious. La música del piloto fue compuesta por Gooseworx (quien años más tarde crearía The Amazing Digital Circus).
Posterior al éxito del piloto se estrenó «ADDICT» una canción compuesta por el compositor de YouTube Silva Hound e interpretada por Michael Kovach como Angel Dust y Kelly «Chi-Chi» Boyer como Cherri Bomb. La canción se lanzó por primera vez como sencillo para fanáticos en el canal de YouTube de Silva Hound el 14 de febrero de 2020. Y un video musical producido por SpindleHorse Toons y completamente animado por Vivienne Medrano «Vivziepop» se lanzó en su canal de YouTube el 17 de julio de 2020.
Tras el éxito rotundo del piloto, muchos fanáticos empezaron a crear canciones inspiradas en esta serie, las cuales ganaron popularidad en YouTube y Spotify, entre ellas «Alastor's Game» de The Living Tombstone, «Insane» de Gabriel «Black Gryph0n» Brown (la voz cantada de Alastor en el piloto), «One hell of a team» de AmaLee y Divide Music, «Smile like you mean it» de PARANOID DJ (quien más tarde compondría «Just Look My Way» para un video musical de Helluva Boss), «Heaven 2 Hell» de Black Gryph0n (voz cantada de Alastor en el piloto), entre otras. Luego del estreno de la serie de Amazon el canal de Black Gryph0n reunió al elenco de actores de voz del piloto para lanzar una canción titulada «Thank you and Goodnight» a modo de despedida del elenco de actores de voz del piloto, el cual ha ganado más de 5 millones de visitas en YouTube. 
Con el estreno de la serie oficial de Hazbin Hotel en Amazon Prime Video, la banda sonora del programa estuvo a cargo de Sam Haft (perteneciente al grupo musical The Living Tombstone) y Andrew Underberg, quienes compusieron las canciones de la serie: «Happy Day In Hell», «Hell Is Forever», «Stayed Gone», «It Starts With Sorry», «Respectless», «Whatever It Takes», «Poison», «Loser, Baby», «Hell's Greatest Dad», «More Than Anything», «Welcome To Heaven», «You Didn't Know», «Ready For This», «Out For Love» y «Finale». «Poison» se lanzó el 5 de enero de 2024 y, tras el lanzamiento de la serie, la canción debutó en el puesto número 34 de la lista Billboard Hot Rock & Alternative Songs de EE. UU., habiendo acumulado 2,7 millones de reproducciones en los EE. UU. en la semana posterior al programa. Además del elenco de la serie, la banda sonora cuenta con contribuciones por Keith Horn (arreglos y orquestaciones), Justin Goldner (bajo eléctrico, guitarras y mandolina) y Lilah Behling (redactora de música).

## Episodios

#### Piloto (2019)
| N.º | Título                        | Fecha de lanzamiento original | Clasificación | Sinopsis | Plataforma |
| --- | ----------------------------- | ----------------------------- | ------------- | --- | ---------- |
| 0   | «Pilot: That's Entertainment» | Lunes 28 de octubre del 2019  | 16+           | Charlie, la hija de Lucifer y princesa del infierno, desea rehabilitar a los demonios, para así pacíficamente reducir la sobrepoblación del infierno. Tras una exterminación anual impuesta por ángeles, ella abre un hotel con la esperanza de que los demonios vengan a redimirse para ir al Cielo. Mientras la mayoría en el infierno se ríe de su causa, su pareja Vaggie y su primer sujeto de pruebas, la estrella del cine para adultos Angel Dust, se ponen de su lado. Cuando un poderoso ser conocido como Alastor «El demonio de la Radio» se acerca a Charlie para ayudarla en su propósito, su sueño adquiere posibilidades de volverse realidad. Números Musicales: «I'm Always Chasing Rainbows, «Inside of Every Demon Is a Rainbow», y «Alastor's Reprise» | YouTube    |

#### Video Musical (2020)
| N.º | Título   | Fecha de lanzamiento original | Clasificación | Información | Plataforma |
| --- | -------- | ----------------------------- | ------------- | --- | ---------- |
| 1   | «ADDICT» | Viernes 17 de julio del 2020  | 18+           | Es una canción interpretada por Michael Kovach como Angel Dust y Chi-Chi como Cherri Bomb, así como compuesta por Silva Hound. El video musical fue animado por SpindleHorse Toons. El cual a superado las 100 millones de reproducciones. | YouTube    |

#### Primera Temporada (2024)
| N.º | Título                               | Fecha de lanzamiento original | Clasificación | Sinopsis | Plataforma  |
| --- | ------------------------------------ | ----------------------------- | ------------- | --- | ----------- |
| 1   | «Overture»                           | Viernes 19 de enero del 2024  | 16+           | Charlie presenta su plan al Cielo para salvar a los pecadores permitiéndoles redimirse a través de su hotel. Vaggie prepara al personal para grabar un comercial y promocionar el hotel. Números Musicales: «Happy Day In Hell» y «Hell Is Forever»                                  | Prime Video |
| 2   | «Radio Killed the Video Star»        | Viernes 19 de enero del 2024  | 16+           | Los Vees: Vox, Velvette y Valentino, dominan gran parte del infierno sin oposición, pero el regreso de Alastor podría cambiar las cosas. Mientras tanto, un nuevo huésped del hotel pone a prueba la paciencia de Angel. Números Musicales: «Stayed Gone» y «It Starts With Sorry»   | Prime Video |
| 3   | «Scrambled Eggs»                     | Viernes 19 de enero del 2024  | 16+           | Mientras los huéspedes y el personal del hotel pasan el día aprendiendo sobre la confianza, en una reunión de los soberanos del Infierno se revela información que lleva a una intensa disputa. Números Musicales: «Respectless» y «Whatever It Takes»                               | Prime Video |
| 4   | «Masquerade»                         | Viernes 19 de enero del 2024  | 18+           | Angel se esfuerza por dividir su trabajo y su tiempo en el hotel. Charlie decide que es hora de utilizar su cargo como «princesa» para hablar con el jefe de Angel. Números Musicales: «Poison» y «Loser, Baby»                                                                      | Prime Video |
| 5   | «Dad Beat Dad»                       | Viernes 26 de enero del 2024  | 16+           | Charlie tiene dificultades para pedirle ayuda a su padre, Lucifer. Mientras tanto, una llegada inesperada sacude todo en el hotel. Números Musicales: «Hell's Greatest Dad» y «More Than Anything»                                                                                   | Prime Video |
| 6   | «Welcome to Heaven»                  | Viernes 26 de enero del 2024  | 16+           | Charlie y Vaggie viajan al Cielo para hablar con los superiores de Adán para la rehabilitación de los demonios. Mientras tanto, un reencuentro explosivo brinda a Ángel la oportunidad de demostrar cuánto ha progresado. Números Musicales: «Welcome To Heaven» y «You Didn't Know» | Prime Video |
| 7   | «Final Part I: Hello Rosie»          | Viernes 2 de febrero del 2024 | 16+           | Luego de revelar secretos y con el Hotel en la mira, Charlie y Vaggie deben hacer lo que sea necesario para proteger su hogar de la destrucción. Números Musicales: «Out For Love» y «Ready For This»                                                                                | Prime Video |
| 8   | «Final Part II: The Show Must Go On» | Viernes 2 de febrero del 2024 | 16+           | En el final de la primera temporada, todas las apuestas están en juego mientras comienza el enfrentamiento entre las legiones del Cielo y el Infierno. Números Musicales: «More Than Anything (Reprise)» y «Finale»                                                                  | Prime Video |

## Producción y estreno
Algunos personajes del piloto habían existido durante años cuando Medrano comenzó a trabajar con personas de la Escuela de Artes Visuales en lo que más tarde se convertiría en Hazbin Hotel. como la «Misfit Demon Gang» en la serie de cómics web de Medrano ZooPhobia. Originalmente, el piloto estaba destinado a ser una comedia para adultos «con una estética obscena y demoníaca». Tomó más de seis meses escribir el episodio, y más de dos años animarlo, con teasers lanzados en ese período subsiguiente para atraer a una audiencia de fans. La serie contiene varios personajes LGBTQ+, entre ellos un personaje gay llamado Angel Dust, un personaje bisexual llamado Charlie, y un personaje asexual llamado Alastor.
El episodio piloto del programa fue lanzado en el canal de YouTube de Medrano en octubre de 2019, y obtuvo 54 millones de vistas a principios de febrero de 2021. El 7 de agosto de 2020, la casa productora A24 informó a través de una publicación en su cuenta oficial de Twitter la adquisición de los derechos de la serie para una producción televisiva.
El 21 de diciembre de 2021, la cuenta oficial de Twitter de Hotel Hazbin hizo una broma sobre el lanzamiento de la primera temporada. Más tarde se informó que al elenco del piloto no se le pidió que repitiera sus papeles para la producción de A24, aunque estos actores de voz mostraron apoyo al programa a pesar de su descarte. Medrano declaró que amaba a sus personajes «más que nada» y que están «en buenas manos».
Varios personajes principales habían sido rediseñados con respecto al piloto, entre ellos:  Charlie, Vaggie, Alastor, y Angel Dust. Junto con SpindleHorse Toons, Bento Box Entertainment coprodujo la serie para A24. Princess Bento Studio, un estudio con sede en Melbourne propiedad conjunta de Bento Box Entertainment y Princess Pictures, junto con Bento Box, gestionó la producción de animación, con SpindleHorse Toons y Toon City, ambos manejan servicios de animación digital. Según Medrano, muchos de los artistas que trabajaron en el piloto regresarían para la primera temporada, y argumentaron que el «espíritu indie del piloto sigue vivo».
El 28 de octubre de 2022 (el tercer aniversario del lanzamiento del piloto), se lanzó un tráiler en el canal de YouTube de Medrano que prometía una fecha de lanzamiento del verano de 2023 para la primera temporada, pero esto se estancó más tarde debido a la huelga de actores y escritores en 2023. El 28 de septiembre de 2023 se publicó un tráiler en la cuenta oficial de instagram de la serie y en el canal de youtube de Medrano donde se anunciaba el estreno de su primera temporada mediante Amazon Prime Video en enero de 2024, así como se anunciaba que la segunda temporada llegaría. En noviembre de 2023, se reveló que la serie se estrenaría el 19 de enero de 2024.  El 13 de diciembre de 2023, se lanzó el tráiler oficial de la primera temporada. También se confirmó que el piloto seguiría siendo canónico para la historia, y la propia serie lo reconoció en múltiples episodios mientras continuaba con las tramas que se establecieron en ella.
El 26 de julio de 2024, se dio a conocer que la serie había sido renovada para una tercera y cuarta temporada. El 13 de agosto de 2024, se anunció que DogHead Animation en Florencia, Italia, también manejaría servicios de animación para la segunda temporada. El 24 de julio de 2025, se reveló en la Comic-Con de San Diego —mediante un panel con temática de la serie y Helluva Boss— que la segunda temporada se estrenaría el 29 de octubre de ese año; Amazon publicó al mismo tiempo un teaser de esta próxima temporada, que también anunciaba a Patrick Stump como actor de voz para un nuevo personaje.

## Recepción

### Recepción del piloto
El episodio piloto ha sido aclamado por la crítica por su calidad de animación, música y personajes. Matthew Field de Go! & Express, argumentó que el piloto era parte del renacimiento de la animación en YouTube, y dijo que podría haber «muchos más proyectos como Hazbin en el futuro». Lidia Vassar, de la revista MSU, elogió el show, señalando su «rincoso sentido del humor y su peculiar estilo artístico». También afirmó que esperaba con interés los episodios futuros, disfrutaba de la «diversidad de diseños de personajes» y afirmó que está claro que los creadores del programa «pusieron mucho tiempo y corazón en este proyecto». En diciembre de 2019, en un artículo sobre el estado actual de la animación para adultos, el crítico de animación Reuben Baron declaró que, si bien los episodios piloto de Hazbin Hotel y Helluva Boss habían generado «algunas críticas justificadas» debido a su humor inapropiado y vanguardista, siguen siendo trabajos claros de amor desde el punto de vista de la animación. Otra crítica de CBR, Nerissa Rupnarine, señaló que Alastor está en la pequeña lista de «personajes asexuales canónicos» dentro de la animación.
Algunos críticos argumentaron que la serie tendrá una influencia positiva en la animación independiente en el futuro y argumentaron que el éxito de Hazbin Hotel llevó al éxito de Helluva Boss. El crítico Sean Cubillas de CBR elogió el programa por su «humor peculiar, ambicioso y oscuro» y por algunos de los «diálogos más rápidos, ingeniosos y atrevidos jamás vistos en la animación independiente».

### Recepción de la serie
En el sitio web del agregador de reseñas Rotten Tomatoes, el 81 % de las reseñas de 31 críticos son positivas, con una calificación promedio de 7.8/10. El consenso del sitio web dice: «Una serie musical infernal envuelta en colores calientes y vibrantes, Hazbin Hotel merece una reserva». Metacritic, que utiliza un promedio ponderado, asignó una puntuación de 69 sobre 100 basada en 8 críticos, lo que indica «reseñas generalmente favorables».
Erik Piepenburg, del diario Los Angeles Times, declaró que el universo del show es una «mezcolanza descaradamente colorida, inclusiva con la comunidad queer y de ritmo rápido» con «escenas grotescas extravagantes y abundantes bocas sucias», junto con «una banda sonora pop de Broadway». Christine N. Ziemba de Paste, argumentó que la serie no es «simplemente una repetición» del piloto, no es para niños, e incluye «humor adulto malintencionado», personajes que son excéntricos o pecadores, y «números musicales al estilo Disney», y calificó la serie de «visualmente llamativa». Hope Mullinax, de Collider, dijo que las expectativas de la serie eran «fácilmente aplastadas», elogiando la música, el elenco y las opciones de diseño. Estaba emocionada por ver dónde avanzaba la serie, pero estaba decepcionada de que Cherri Bomb no tuviera un papel más importante. Joe Draper, de Digital Spy, describió la serie como explícita e incluyó a un «elenco estelar de artistas de teatro y favoritos de la televisión». Petrana Radulovic, de Polygon, describió la serie como un «musical impulsado por personajes con una trama de conducción general y mucha construcción del mundo profunda», y señaló que presenta «múltiples protagonistas femeninas y queer».
Rendy Jones de Rogerebert.com declaró que algunas bromas no son tan efectivas y que las «alas ambiciosas» de Medrano fueron recortadas «por demandas corporativas del streaming».  Afirmó que la serie tiene un humor sangriento y unos ángulos de cámara desorientadores, pero en general tiene música estelar, actores de voz hábiles y «un encanto equilibrado para completar su entorno infernal», y lo llamó «un momento dulce y desalentador» que a muchos adultos les gustará.  Rachel Leishman de The Mary Sue llamó a la serie especial por su elemento musical y argumentó que las series animadas tienen un «tipo especial de magia», y afirmó que el brillo de Hazbin Hotel es propio y es una «serie divertida para sumergirse en ella».  Mae Abdulbaki de Screen Rant llamó a la serie «viva», elogió al elenco, a los personajes, a las canciones pegadizas y a la «energía caótica», mientras decía que los temas del bien y del mal podían ser «más matizados» y que los personajes podían actuar a veces «extremadamente infantiles».
En contraste, Alison Herman, de Variety, dijo que aunque la serie tiene una «historia de fondo sintiéndose bien desmentida por su sombría premisa» y una idea original que es «fácil de apoyar», presta menos atención a los detalles cosmológicos o a las motivaciones de los protagonistas. Dijo que la serie tiene una moralidad retrógrada, que se pierde en «su atmósfera caótica y contradictoria», y no está lo suficientemente avanzada como para «funcionar como una temporada completa de televisión», comparándola desfavorablemente con The Good Place. Adicionalmente, Jenna Scherer de The A.V. Club declaró que la serie tiene «mucho a su favor», elogiando la premisa, la animación elegante e innovadora, los números musicales y los actores de voz, pero criticó la escritura por carecer de ella y esperaba que la segunda temporada permitiera a la serie «reducir la velocidad y encontrar su ritmo», pero señaló que el show «encontrará a su audiencia independientemente».
Kristy Puchko, de Mashable, describió la serie como un «show de dibujos animados rosados sobre pecadores y cantos», pero argumentó que los tres primeros episodios son «no notables» para los recién llegados, y dijo que el diálogo es discordante cuando se compara con un estilo de animación que «parece estar imitando a Disney XD». Además de decir que «no es satisfactoriamente subversiva», esperaba que la serie «superara sus crecientes dolores» en la primera temporada, y afirma que esta expansión de las obras de Medrano es «destinada pero delgada». El New Hampshire Union-Leader criticó la serie por tener una «historia/mitología totalmente confusa», y en general la calificó de «dolor de cabeza de show», además de afirmar que el diálogo suena «más adolescente que impactante».

### Amazon Prime
Tras su lanzamiento, Hazbin Hotel estableció un nuevo récord de streaming para Prime Video, convirtiéndose en el mayor debut mundial en audiencia para un nuevo título animado en la plataforma y llegando a figurar en el Top 10 de Amazon Prime Video, ocupando el Top 1 por varias semanas tras su estreno en varios países.